# Variazioni di tensione indotte dalla luce
La variazione di tensione indotta dalla luce è una tecnica di analisi dei guasti dei semiconduttori che usa una sorgente laser o una luce nelle lunghezza d'onda dell'infrarosso per indurre delle alterazioni di tensione in un dispositivo mentre si esplora con un fascio di luce la sua superficie. La tecnica si basa sulla generazione di coppie elettrone-lacuna nel materiale semiconduttore quando sia esposto ai fotoni.

## Funzionamento
Il dispositivo sotto analisi viene alimentato con un generatore di corrente costante. Quando la sorgente luminosa esplora la superficie del semiconduttore, delle coppie di elettroni-lacuna vengono generate. Ciò causa una leggera modificazione delle caratteristiche operative del dispositivo, che possono risultare in leggere variazioni della tensione dell'alimentatore. queste variazioni sono registrate e correlate con la posizione della sorgente di luce sul dispositivo. Ciò permette di localizzare le posizioni fisiche corrispondenti alle fluttuazioni dell'alimentatore e di realizzare una mappa dispositivo, permettendo di identificare le posizioni di eventuali difetti.